# Heliamphora collina
Heliamphora collina este o specie de plante carnivore din genul Heliamphora, familia Sarraceniaceae, ordinul Ericales, descrisă de Wistuba, Nerz, S.Mcpherson și Amp; A.Fleischm.. Conform Catalogue of Life specia Heliamphora collina nu are subspecii cunoscute.